# Alcongosta
Alcongosta es una freguesia portuguesa del concelho de Fundão, con 7,48 km² de superficie y  habitantes (2001). Su densidad de población es de 76,6 hab/km².